# Pentila
Pentila là một chi bướm ngày, commonly called pentilas hoặc buffs, thuộc họ Lycaenidae. For other buffs, see genus Baliochila.

## Các loài
Listed alphabetically.]
- Pentila abraxas Westwood, 1852
- Pentila alba Dewitz, 1886
- Pentila amenaida Hewitson, 1873
- Pentila amenaidoides (Holland, 1893)
- Pentila auga Karsch, 1895
- Pentila bennetti Collins & Larsen, 2003
- Pentila bitje Druce, 1910
- Pentila camerunica Stempffer & Bennett, 1961
- Pentila carcassoni Stempffer & Bennett, 1961
- Pentila christina Suffert, 1904
- Pentila cloetensi Aurivillius, 1898
- Pentila condamini Stempffer, 1963
- Pentila fallax Bethune-Baker, 1915
- Pentila fidonioides Schultze, 1923
- Pentila glagoessa (Holland, 1893)
- Pentila hewitsoni (Grose-Smith & Kirby, 1887)
- Pentila inconspicua Druce, 1910 – Inconspicuous Pentila
- Pentila landbecki Stempffer & Bennett, 1961
- Pentila maculata (Kirby, 1887)
- Pentila mesia Hulstaert, 1924
- Pentila nero (Grose-Smith & Kirby, 1894)
- Pentila nigeriana Stempffer & Bennett, 1961
- Pentila occidentalium Aurivillius, 1899
- Pentila pauli Staudinger, 1888 – Paul's Buff
- Pentila petreia Hewitson, 1874
- Pentila petreoides Bethune-Baker, 1915
- Pentila phidia Hewitson, 1874
- Pentila picena Hewitson, 1874
- Pentila preussi Staudinger, 1888
- Pentila pseudorotha Stempffer & Bennett, 1961
- Pentila rogersi (Druce, 1907) – Rogers' Pentila
- Pentila rondo Kielland, 1990
- Pentila rotha Hewitson, 1873
- Pentila subfuscata Hawker-Smith, 1933
- Pentila swynnertoni Stevenson, 1940
- Pentila tachyroides Dewitz, 1879 – Mylothrid Pentila
- Pentila torrida (Kirby, 1887)
- Pentila tropicalis (Boisduval, 1847) – Tropical Pentila, Spotted Buff[2]
- Pentila umangiana Aurivillius, 1898
- Pentila umbra Holland, 1892

## Hình ảnh

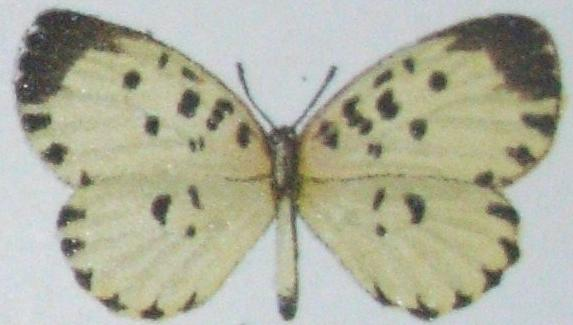
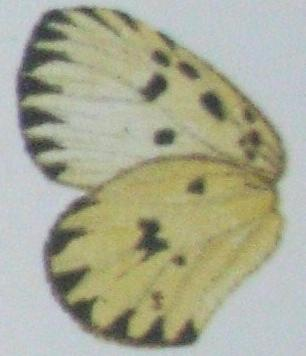
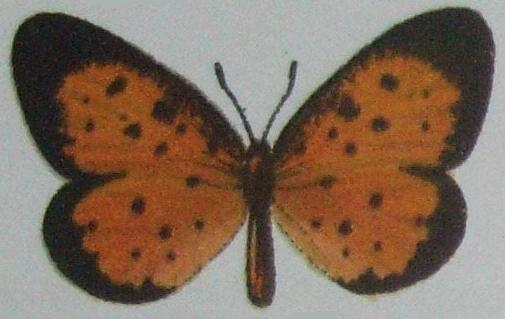
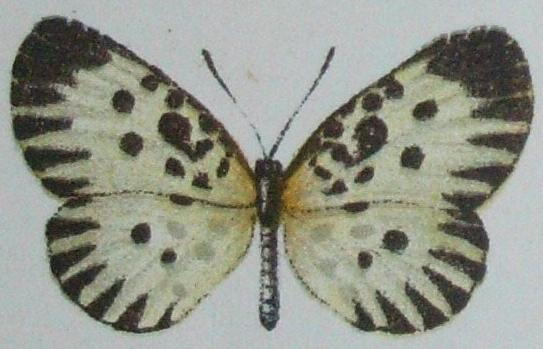